# 中華鼠耳蝠
中華鼠耳蝠（Myotis chinensis）是蝙蝠科內鼠耳蝠的成員。

## 分佈
中華鼠耳蝠主要分佈於中國、香港，以及東南亞地區，例如泰國、緬甸及越南等。

## 生活習性
這種蝙蝠喜愛住於一些人工環境，例如礦洞及引水道。牠們一般獨居，但也有十多隻群居，甚至與其他鼠耳蝠同居。牠們屬於食蟲性，以地棲甲蟲為主。

## 資料來源
- Chiroptera Specialist Group 1996，2007年7月19日檢視。
- 《香港陸上哺乳動物圖鑑》